# Енсхеде
Ѐнсхеде (на нидерландски: Enschede) е град и община в Източна Нидерландия.

## География
Енсхеде е най-големият град в провинция Оверейсел. Разположен е на границата с Германия на около 180 km източно от столицата Амстердам. Населението му е 156 109 жители по данни от преброяването към 31 май 2009.

## История
През 1325 г. получава статут на град.

## Икономика
Център за производство на памучен трикотаж. Машиностроене, химическа и дървообработваща промишленост. Шосеен и жп транспортен възел. Пристанище на плавателния канал Твенте-Рейн. Известен с производството на автомобилни гуми Vredestein и бира Grolsch.

## Спорт
Представителният футболен отбор на града се казва ФК Твенте. Дългогодишен участник е в холандската Ередивизи.

## Личности
Родени
- Сандер Вестервелд (р. 1974), холандски футболен вратар

## Побратимени градове
- Далиан, Китай
- Пало Алто, САЩ